# Романівка (Білгород-Дністровський район)
Рома́нівка — село Маразліївської сільської громади у Білгород-Дністровському районі Одеської області, Україна. Населення у 2020 році становило 8 осіб.

## Населення
Згідно з переписом 1989 року населення села становило 106 осіб, з яких 46 чоловіків та 60 жінок.
За переписом населення 2001 року в селі мешкало 95 осіб.

### Мова
Розподіл населення за рідною мовою за даними перепису 2001 року:
| Мова       | Кількість | Відсоток |
| ---------- | --------- | -------- |
| українська | 93        | 97.89%   |
| російська  | 2         | 2.11%    |
| Усього     | 95        | 100%     |